# Bruno Jakusch
Bruno Jakusch (ur. 1903, zm. ?) – zbrodniarz nazistowski, członek załogi niemieckiego obozu koncentracyjnego Dachau i SS-Unterscharführer.
1 lutego 1940 wstąpił do Waffen-SS. Od września 1942 do lutego 1945 w obozie głównym Dachau jako kierownik komanda więźniarskiego. W procesie załogi Dachau (US vs. Michael Greil i inni), który odbył się w dniach 6–9 maja 1947 przed amerykańskim Trybunałem Wojskowym w Dachau skazany został na 2,5 roku pozbawienia wolności za znęcanie się nad podległymi mu więźniami.